# نبرد جورجیای نو
نبرد جورجیای نو (انگلیسی: New Georgia campaign) یکی از نبردهای جنگ اقیانوس آرام بود.